# Tour d'Autriche
Le Tour d'Autriche est une course cycliste par étapes autrichienne créée en 1949. Elle est ouverte aux coureurs professionnels depuis 1996 et a intégré l'UCI Europe Tour en catégorie 2.1 en 2005, puis 2.HC en 2006. Le Tour d'Autriche était pendant longtemps placé au mois de juin et pouvait servir de préparation au Tour de France. Depuis 2005, il a été replacé au mois de juillet et il reçoit donc la participation de coureurs ne courant pas le Tour de France. En 2020, il intègre l'UCI ProSeries, le deuxième niveau du cyclisme international. Cette édition est annulée en raison de la pandémie de Covid-19. En raison de difficultés financières, la course est également annulée en 2021. Elle l'est encore en 2022, cette fois en raison de problèmes logistiques sur plusieurs étapes en Carinthie.

## Palmarès
| Année     | Vainqueur            | Deuxième               | Troisième             |
| --------- | -------------------- | ---------------------- | --------------------- |
| 1947      | Robert Renoncé       | Roger Ilitch           | Rudolf Valenta        |
| 1948      | Raymond Colliot      | Hans Goldschmidt       | Roger Dagorn          |
| 1949      | Richard Menapace     | Franz Deutsch          | Lucien Fixot          |
| 1950      | Richard Menapace     | André Hoffmann         | Kurt Schneider        |
| 1951      | Franz Deutsch        | Josef Hammerl          | Charly Gaul           |
| 1952      | Franz Deutsch        | Charly Gaul            | Franz Reitz           |
| 1953      | François Gelhausen   | Jean-Pierre Schmitz    | Adolf Christian       |
| 1954      | Adolf Christian      | Walter Muller          | André Messelis        |
| 1955      | Lasse Nordvall       | Adolf Christian        | Franz Deutsch         |
| 1956      | Roland Ströhm        | Eduard Ignatovicz      | Gunnar Göransson      |
| 1957      | Gunnar Göransson     | Richard Durlacher      | Stefan Mascha         |
| 1958      | Richard Durlacher    | Kurt Schweiger         | Stefan Mascha         |
| 1959      | Stefan Mascha        | Constant Goossens      | Herbert Kaupe         |
| 1960      | René Lotz            | Felix Damm             | Fritz Inthaler        |
| 1961      | Stefan Mascha        | Martin Van Den Bossche | Walter Müller         |
| 1962      | Walter Müller        | Adolf Christian        | Gustav-Adolf Schur    |
| 1963      | Jan Pieterse         | Felix Damm             | Arie den Hartog       |
| 1964      | Edy Schütz           | Johny Schleck          | Christian Frisch      |
| 1965      | Hans Furian          | Josef Beker            | Ryszard Zapała        |
| 1966      | Hans Furian          | Rolf Eberl             | Hans Konigshofer      |
| 1967      | Marinus Wagtmans     | Rudi Valenčič          | Fedor den Hertog      |
| 1968      | Jan Krekels          | Georg Postl            | Czesław Polewiak      |
| 1969      | Matthijs de Koning   | Wolfgang Steinmayr     | Joop Zoetemelk        |
| 1970      | Rudolf Mitteregger   | Hans Oberndorfer       | Hans Konigshofer      |
| 1971      | Roman Humenberger    | Rudolf Mitteregger     | Wolfgang Steinmayr    |
| 1972      | Wolfgang Steinmayr   | Rudolf Mitteregger     | Claudio Morelli       |
| 1973      | Wolfgang Steinmayr   | Viktor Neljubin        | Rudolf Mitteregger    |
| 1974      | Rudolf Mitteregger   | Jurij Lavruškin        | Siegfried Denk        |
| 1975      | Wolfgang Steinmayr   | Rudolf Mitteregger     | Roman Humenberger     |
| 1976      | Wolfgang Steinmayr   | Luca Olivetto          | Roman Humenberger     |
| 1977      | Rudolf Mitteregger   | Jiří Konečný           | Svatopluk Henke       |
| 1978      | Jostein Willman      | Stefan Mutter          | Erich Jagsch          |
| 1979      | Herbert Splinder     | Rudolf Mitteregger     | Tadeusz Wojtas        |
| 1980      | Geir Digerud         | Morten Saether         | Johann Traxler        |
| 1981      | Gerhard Zadrobilek   | Mieczysław Korycki     | Harald Maier          |
| 1982      | Helmut Wechselberger | Andrzej Mierzejewski   | Libor Matějka         |
| 1983      | Kurt Zellhofer       | Helmut Wechselberger   | Lubomír Burda         |
| 1984      | Stefan Maurer        | Aleksandr Krasnov      | Lubomír Burda         |
| 1985      | Olaf Jentzsch        | Libor Matějka          | Primož Čerin          |
| 1986      | Helmut Wechselberger | Richard Trinkler       | Libor Matějka         |
| 1987      | Dimitri Konyshev     | Helmut Wechselberger   | Sergei Uslamin        |
| 1988      | Dietmar Hauer        | Gerd Audehm            | Stefan Gottschling    |
| 1989      | Valter Bonča         | Peter Lammer           | Arne Aadnoy           |
| 1990      | Dietmar Hauer        | Roman Kreuziger        | Stefan Gottschling    |
| 1991      | Roman Kreuziger      | Luis Espinosa          | Lars Kristian Johnsen |
| 1992      | Valter Bonca         | Peter Luttenberger     | Dietmar Hauer         |
| 1993      | Georg Totschnig      | Roland Meier           | Roman Kreuziger       |
| 1994      | Harald Morscher      | Koos Moerenhout        | Lars Kristian Johnsen |
| 1995      | Steffen Kjaergaard   | František Trkal        | Glenn D'Hollander     |
| 1996      | Frank Vandenbroucke  | Luc Roosen             | Franco Ballerini      |
| 1997      | Daniele Nardello     | Frank Vandenbroucke    | Oscar Camenzind       |
| 1998      | Beat Zberg           | Philipp Buschor        | Matteo Tosatto        |
| 1999      | Maurizio Vandelli    | Georg Totschnig        | Branko Filip          |
| 2000      | Georg Totschnig      | Hannes Hempel          | Maurizio Vandelli     |
| 2001      | Cadel Evans          | Hans-Peter Obwaller    | Paolo Tiralongo       |
| 2002      | Gerrit Glomser       | Hans-Peter Obwaller    | Peter Luttenberger    |
| 2003      | Gerrit Glomser       | Jure Golčer            | Hans-Peter Obwaller   |
| 2004      | Cadel Evans          | Michele Scarponi       | Maurizio Vandelli     |
| 2005      | Juan Miguel Mercado  | Johann Tschopp         | Gerhard Trampusch     |
| 2006      | Non attribué         | Ruslan Pidgornyy       | Christian Pfannberger |
| 2007      | Stijn Devolder       | Thomas Rohregger       | Jure Golčer           |
| 2008      | Thomas Rohregger     | Vladimir Gusev         | Ruslan Pidgornyy      |
| 2009      | Michael Albasini     | Ruslan Pidgornyy       | Branislau Samoilau    |
| 2010      | Riccardo Riccò       | Sergio Pardilla        | Emanuele Sella        |
| 2011      | Fredrik Kessiakoff   | Leopold König          | Carlos Sastre         |
| 2012      | Jakob Fuglsang       | Steve Morabito         | Robert Vrečer         |
| 2013      | Riccardo Zoidl       | Aleksandr Dyachenko    | Kevin Seeldraeyers    |
| 2014      | Peter Kennaugh       | Javier Moreno          | Damiano Caruso        |
| 2015      | Víctor de la Parte   | Ben Hermans            | Jan Hirt              |
| 2016      | Jan Hirt             | Guillaume Martin       | Patrick Schelling     |
| 2017      | Delio Fernández      | Miguel Ángel López     | Felix Großschartner   |
| 2018      | Ben Hermans          | Hermann Pernsteiner    | Dario Cataldo         |
| 2019      | Ben Hermans          | Eduardo Sepúlveda      | Stefan de Bod         |
| 2020-2022 | Non organisé         | Non organisé           | Non organisé          |
| 2023      | Jhonatan Narváez     | Jason Osborne          | Jesús David Peña      |
| 2024      | Diego Ulissi         | Brandon Rivera         | Magnus Sheffield      |
| 2025      | Isaac Del Toro       | Archie Ryan            | Rafał Majka           |